# 圣马尔切利诺
圣马尔切利诺（義大利語：San Marcellino），是意大利卡塞塔省的一个市镇。总面积4.7平方公里，人口12953人。